# 205
205 (CCV na numeração romana) foi um ano comum do século III do Calendário Juliano, da Era de Cristo, teve início a uma terça-feira  e terminou também a uma terça-feira, a sua letra dominical foi F (52 semanas)
| Ano completo                       |
| ---------------------------------- |
| Ano comum com início à terça-feira |